# Город на краю вечности (Южный Парк)
«Город на краю вечности» (англ. City on the Edge of Forever) — 7 эпизод 2 сезона (№ 20) сериала «Южный Парк». Его премьера состоялась 17 июня 1998 года. Эпизод также известен под названием «Flashbacks» — это было рабочее название эпизода из ранних сценариев. Сюжет базируется на 16-м эпизоде первого сезона сериала «Звёздный путь: Оригинальный сериал» «Галилей-VII» (1967), а название взято от другого эпизода этого же сезона.

## Сюжет
Дети едут в школьном автобусе по горной дороге во время сильного снегопада. Они сильно шумят, раздражая мисс Крабтри, которая помимо прочего прибегает к угрозе «заткнитесь, или я убью кролика». Поскольку в одном месте дорога оказывается закрыта из-за лавин, мисс Крабтри ведёт автобус по опасной объездной дороге, и в итоге он срывается парой колёс в пропасть и застревает. Мисс Крабтри отправляется за помощью, оставляя детей в автобусе и говоря им, что, если они выйдут, их сожрёт ужасный чёрный монстр. Она выходит на дорогу и садится в машину к наркоторговцу Маркусу, которому очень нравится с первой же секунды.
Дети в ужасе; они не хотят умирать в ловушке. Стэн говорит, что они бывали в куда худших ситуациях, и вспоминает случай, имевший место в эпизоде «Картман и анальный зонд», когда они с Кайлом пытались вернуть похищенного пришельцами Айка. Однако этот флешбэк, как и последующие флешбэки в серии, состоит частью из старых, частью из новых кадров и заканчивается по-другому: из задницы Картмана появляется фургончик с мороженым, пришельцы покупают мороженое, а Стэн целуется с Венди. Тем временем мисс Крабтри со своим новым знакомым приходит в город, попадает на какое-то стэнд-ап-шоу и доводит зрителей до истерики, крича в своей обычной манере на выступающего плохого комика. На неё обращает внимание агент.
Один из мальчиков в автобусе не выдерживает и решает выйти. Остальные предостерегают его, однако тот заявляет, что не боится монстра, но не хочет умереть здесь. Он выходит; поначалу всё нормально, но потом чёрный монстр на самом деле появляется и съедает его. Мисс Крабтри приводят в Денвер в агентство талантов, и она забывает про автобус. Дети в автобусе размышляют о жутком монстре, и Кайл сравнивает его со Сказложопом, после чего происходит флешбэк в серию «Вулкан». В версии Кайла Сказложоп в конце концов делает всем мороженое, и все довольны. Картман предполагает, что монстр — это мистер Гаррисон, и в доказательство вспоминает эпизод из серии «Набор веса 4000», где тот пытался убить Кэти Ли Гиффорд. В его версии событий он сам не жиреет, а становится накачанным красавцем, мистер Гаррисон убивает Кэти Ли, потому что та оказывается пришельцем, Стэн и Венди после всего произошедшего целуются, а мэр даёт всем жителям города по мороженому.
Мисс Крабтри выступает в шоу Джея Лено, а родители всех детей, обеспокоенные пропажей, идут разбираться к мистеру Мэки. Тот предполагает, что все дети сбежали из дома, и начинаются поиски. Дети в автобусе снова думают о жутком монстре, и Кенни вспоминает случай из эпизода «Смерть». В его версии он завершается тем, что Кенни убивает Смерть, а не наоборот, после чего берёт из её плаща мороженое и ест. Сразу после этого флешбэка монстр забирается в автобус, хватает Кенни и убивает.
Мисс Крабтри имеет успех у Джея Лено, однако популярность начинает её тяготить.
Дети в автобусе думают, как спастись от монстра, и Картман вспоминает, как Фонзи (персонаж сериала Happy Days) перепрыгнул через автобус в присутствии четвёрки детей. Он совершает трюк успешно, хотя врезается на мотоцикле в Кенни и убивает его, после чего начинает есть мороженое. Однако Стэн и Кайл упрекают Картмана в неправдоподобности его флешбэка. Автобус начинает крениться в пропасть; детям удаётся снова его уравновесить. После этого Кайл вспоминает случай из этого же эпизода про мальчика, вышедшего из автобуса и съеденного монстром. Флешбэк заканчивается тем, что монстр даёт всем детям по мороженому.
Чуть позже дети вспоминают, что мисс Крабтри смотрела учебные фильмы по телевизору, и включают его. Там демонстрируется ролик, в котором все родители Саут-Парка противными голосами распевают песню, обращённую к «сбежавшим» детям. Картман вспоминает концовку эпизода «Мамаша Картмана по-прежнему грязная шлюха», где он узнаёт, кто его отец; в этой версии им оказывается Джон Эллоуэй, который уводит Эрика, чтобы угостить мороженым. Обидевшись на издевательства Стэна после этого флешбэка, Картман начинает шатать автобус, Крэйг (мы видим это на заднем плане) выпадает в заднее окно, автобус падает в огромную кучу мороженого. В эту секунду Картман просыпается; выясняется, что всё происходившее было его сном. К нему в комнату входит мама и начинает кормить его жуками с мороженым. В этот момент просыпается Стэн, и выходит, что сон Картмана приснился Стэну.
В финале серии мисс Крабтри с Маркусом сидят у пруда; они понимают, что всё происходящее — только сон маленького мальчика, но им так хорошо, что они не хотят, чтобы это кончалось.

## Смерть Кенни
Фактически Кенни не умирает, так как вся серия это сон Стэна. Во сне Стэна Кенни умирает, когда большой чёрный монстр разрывает крышу автобуса, вытаскивает Кенни и съедает. Однако, после этого Кенни ещё несколько раз появляется в эпизоде невредимым.
Также Кенни умирает в одном из флешбэков, когда Фонзи из ситкома Happy Days перепрыгивает через автобусы на мотоцикле, после чего не может остановиться и размазывает голову Кенни мотоциклом об стену. Мальчики сомневаются в правдивости этого флешбэка, когда вспоминают, что Кенни только что был убит монстром (это первый случай в сериале, когда дети, пусть даже и во сне, удивляются тому, что Кенни постоянно умирает и вновь оказывается невредимым в следующей серии).

## Пародии
- Эпизод, как и второй эпизод сериала «Clerks: The Animated Series», пародирует клип-шоу — новые эпизоды шоу, состоящие из «вспоминаемых» персонажами фрагментов старых. Каждый из флешбэков в предыдущие серии заканчивается поеданием мороженого или каким-либо его появлением, а потом «вспоминающий» произносит «Вот в тот раз мы, что называется, вляпались», и все смеются, причем каждый эпизод воспоминаний содержит ошибку в развитии линии или неточность — флэшбеки основаны на уже показанных эпизодах сериала. После первого флешбэка, в серию «Картман и анальный зонд», Картман говорит: «А разве так всё было?», а после последнего Стэн уточняет, не является ли отцом Картмана его мать, а не Джон Эллоуэй. В двух флешбэках Стэн целуется с Венди, хотя обычно раньше его тошнило в подобных случаях.
- Финал серии отсылает к классическому фильму Луиса Буньюэля «Скромное обаяние буржуазии», в одном из эпизодов которого героям снов снятся сны, в которых героям снов снятся сны.
- Когда в передаче о пропавших детях показывают фотографии, среди них висит фото Маколея Калкина с надписью «Найдите меня» (англ. Find Me), что является насмешкой над карьерой Калкина, которая фактически прекратилась после 1994 года.

## Факты
- В эпизоде принимали участие 3 «приглашённые звезды»: Генри Винклер озвучил монстра, Джей Лено самого себя, Брент Масбургер ногу Сказложопа[2].
- Учебный видеофильм для водителей автобусов ведёт ведущий новостей Южного Парка Том.
- Когда раздражённая мисс Крабтри прибегает к угрозе «заткнитесь, или я убью кролика» - это явная пародия на фильм «Воздушная тюрьма» Николосом Кейджем.
- В воспоминании Кенни когда он убивает Смерть, Кайл и Стен говорят «О, Господи, Кенни убил Смерть. Сволочь?..».
- Также в эпизоде «Вулкан» вместо ноги у Сказложопа «Патрик Даффи с телевидения», а во флэшбэке — Брент Марсбургер.
- На первой жертве чёрного монстра была надета красная водолазка с традиционной символикой «Звёздного пути», что является пародией на стандартную смерть «краснорубашечников» почти в каждом эпизоде пародируемого сериала.
- Когда по телевидению показывают хор родителей, поющих для того, чтобы вернулись «убежавшие» дети, среди них присутствует мистер Гаррисон, у которого никогда детей не было.